# Das andere Ich (1918)
Das andere Ich ist ein phantastisches, österreich-ungarisches Stummfilmdrama mit Raoul Aslan, Fritz Kortner und Magda Sonja in den Hauptrollen.

## Handlung
Nachdem Ingenieur Fritz Burger zum Chefingenieur seiner Firma ernannt wurde, verlobt er sich mit Therese Strebinger, der Tochter seiner Zimmerwirtin. Als er zu einer Soirée bei seinem Chef eingeladen wird, macht ihm dessen Tochter Hella Rösler schöne Augen. Spätabends wieder daheim, findet Burger einen Brief vor, der von einem gewissen Professor Lucius unterzeichnet wurde. In diesem Schreiben wird Burger aufgefordert, um zwei Uhr nachts an einen unterirdischen Ort, die Katakomben, zu kommen, wo er an der Instandsetzung und Erprobung einer Maschine mit elektromagnetischen Wellen teilnehmen solle. Burger, dem die ganze Sache ziemlich mysteriös erscheint, zögert zunächst, an den vereinbarten Ort hinzugehen, dann aber siegt die Neugierde. Dort angekommen, lernt Burger eben jenen Professor Lucius kennen, der ihm Funktionsweise und Sinn dieser Maschine erklärt. Mit ihr solle eine bahnbrechende Aufspaltung im Menschen vorgenommen werden, und zwar die Trennung von Körper und Geist (Seele).
Diese Trennung wolle er mit Burgers Hilfe, seiner technischen Kompetenz und dem Einsatz von Erdmagnetismus in seinem Labor vornehmen, um „das andere Ich“, wie der Filmtitel verheißt, zu erschaffen. Als Fritz Burger der unheimlichen Maschine zu nahe kommt, trifft ihn ein schwerer Stromschlag, der ihn bewusstlos werden lässt. In diesem komatösen Zustand erlebt Fritz einen schweren Fiebertraum. Hier erlebt er seine eigene Zweispaltung: Das andere Ich heiratet hier Hella Rösler. Therese sieht die beiden vertraut miteinander und muss nun annehmen, dass ihr Verlobter sie betrügen würde. Als nun ihr eigentlicher Fritz vor der Türe steht, wirft sie ihn kurzerhand hinaus. Bald beginnt der eine Fritz den anderen zu beobachten und muss erkennen, dass diese Persönlichkeitsspaltung ihn in einen Abgrund zu stürzen droht. Derweil glaubt in der Realität Prof. Lucius, Fritz Burger getötet zu haben, schleift dessen leblosen Körper kurzerhand auf die Straße und vergiftet sich anschließend. Burger erwacht – ungespalten – im Krankenhaus. Als er seine Therese am Krankenbett sieht, weiß er, dass alles nur ein böser Fiebertraum war.

## Produktionsnotizen
Das andere Ich entstand in der Spätphase des Ersten Weltkriegs und wurde am 6. September 1918 in Wien uraufgeführt. Die deutsche Premiere war im Juni 1919 an Berlins Kammerlichtspielen. Hier lief der Streifen unter dem Titel Duell der Geister. Die Länge des Vierakters betrug etwa 1600 Meter.
Arnold Pressburger oblag die Produktionsleitung.

## Kritiken
Die Marburger (Mariborer) Zeitung urteilte, der Film sei „scharfsinnig konstruiert und sehr fein und wirkungsvoll in Szene gesetzt, und photographisch erstklassig. (…) Sehr spannend und überzeugend ist die ganze Sache entwickelt, man folgt mit ungeteiltem Interesse den Vorgängen auf der Leinwand. Die Darstellung ist … eine hervorragend gute.“
Die Grazer Mittags-Zeitung befand: „Das Sujet wandelt eigenartige Wege, läßt aber nie Verständlichkeit und Logik vermissen und reißt das Publikum durch Momente atemloser Spannung mit sich …“
Paimann’s Filmlisten resümierte: „Stoff sehr phantastisch, Photos und Szenerie sehr gut. Spiel ausgezeichnet.“